# ولا (موغله)
ولا (به ترکی استانبولی: Ula) یک منطقهٔ مسکونی در ترکیه است که در استان موغله واقع شده‌است.